# Bycina

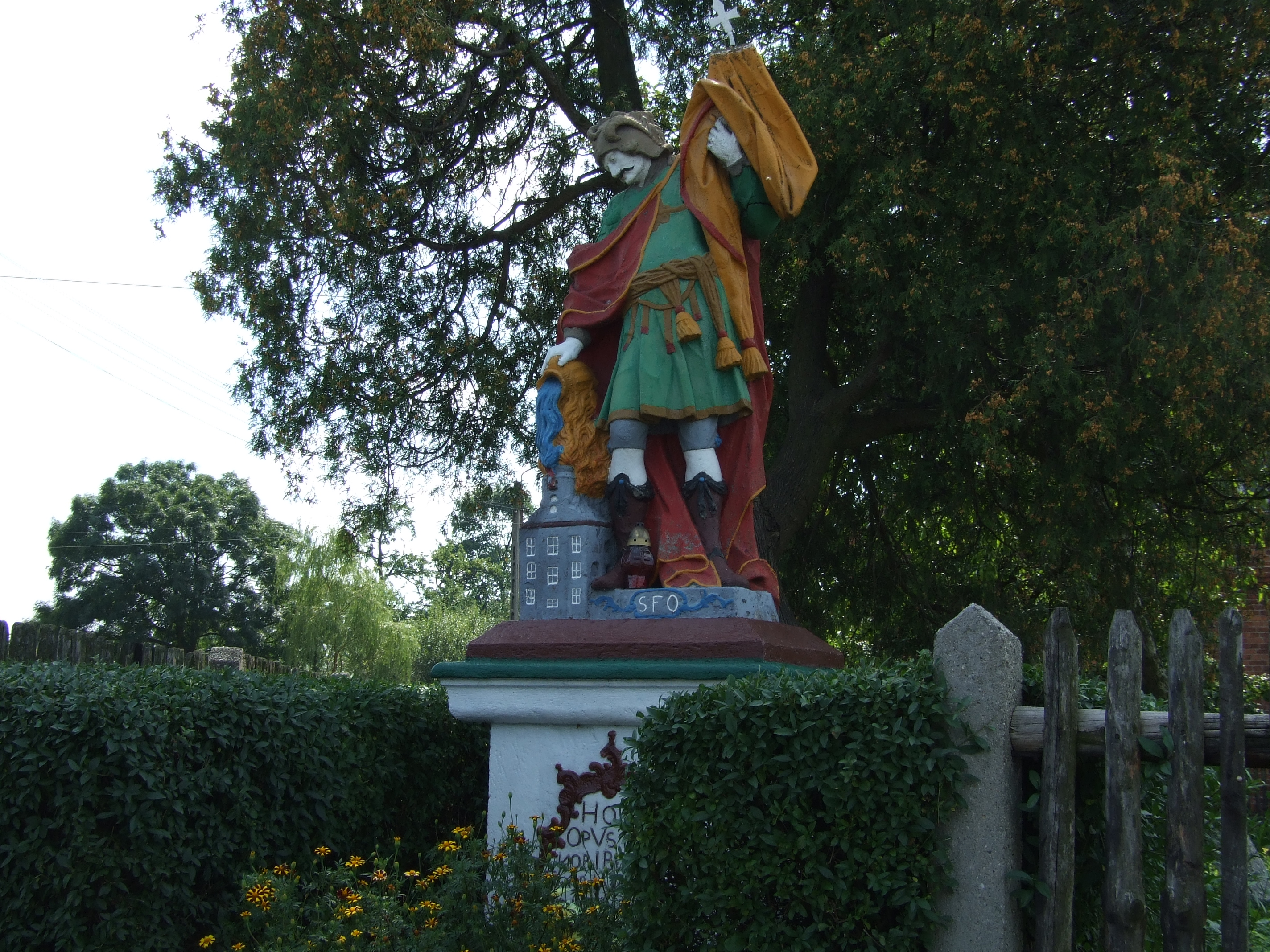
Skulptur des hl. Florian

Bycina (deutsch Bitschin, von 1936 bis 1945 Fichtenrode) ist ein Ort in der Landgemeinde Rudziniec (Rudzinitz) im Powiat Gliwicki der Woiwodschaft Schlesien in Polen.

## Geschichte

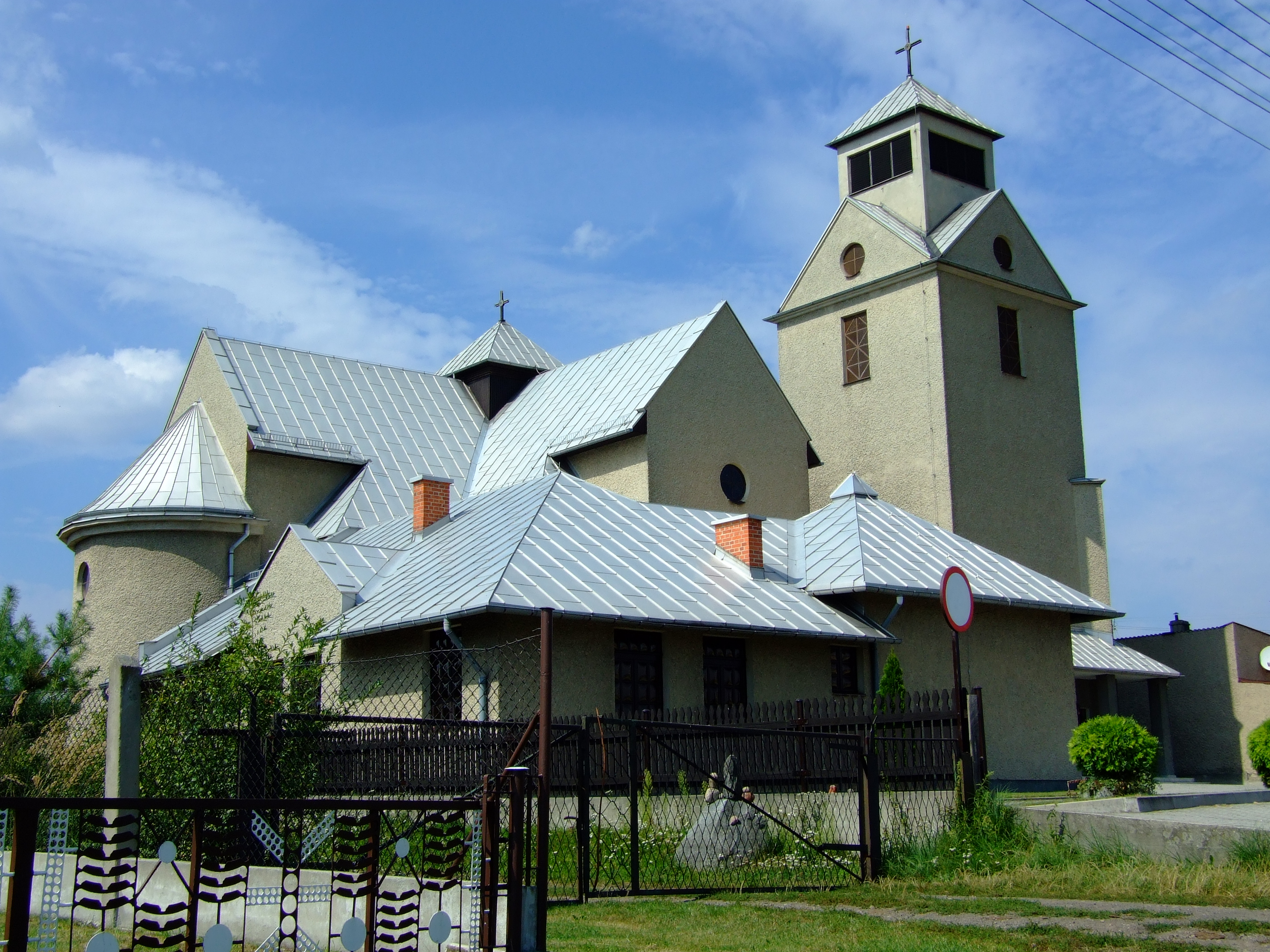
Trinitatiskirche

Der Ort entstand spätestens im 13. Jahrhundert und wurde 1263 erstmals urkundlich erwähnt. Damals war das Dorf im Besitz des Adelsgeschlechts Kolowrat-Liebsteinsky. 1676 kam Bitschin in den Besitz des Adelsgeschlechts Colonna. Kurz darauf erwarb es der Kanzler der Fürstentümer Oppeln und Ratibor Albert Leopold Graf Paczensky von Tenczin. 1783 wurde „Bitschin“ bzw. „Biczywa“ in den Beyträge(n) zur Beschreibung von Schlesien erwähnt, das damals einem Grafen von Strachwitz gehörte. Nach dem Ersten Schlesischen Krieg 1742 und dem Übergang an Preußen wurde es dem Landkreis Tost-Gleiwitz eingegliedert. 1783 hatte es 139 Einwohner, ein Vorwerk, eine Schule, einen Hochofen, zehn Bauern und 23 Gärtner. 1865 bestand Bitschin aus einem Gutshof und einem Dorf. Der Ort hatte zu diesem Zeitpunkt acht Bauern-, 18 Gärtner- und 29 Häuslerstellen, sowie eine katholische Schule mit 263 Schülern aus Bitschin, Tatischau und Ciochowitz, einen Kretscham und eine herrschaftliche Oberförsterei. Im Hof eines Gärtners befand sich auf einem Hügel ein Bildstock aus Ziegelsteinen, der mit Gebeinen angefüllt gewesen und eine Grabstätte von Gefallenen des Siebenjährigen Krieges gewesen sein soll, die im Ort aufeinander trafen. 1805 wurde der in Ortsnähe verlaufende Klodnitzkanal eröffnet.
Bei der Volksabstimmung in Oberschlesien am 20. März 1921 stimmten 239 Wahlberechtigte von Bitschen für einen Verbleib Oberschlesiens bei Deutschland und 286 für eine Zugehörigkeit zu Polen. Bitschin verblieb nach der Teilung Oberschlesiens beim Deutschen Reich. 1936 wurde der Ort im Zuge einer Welle von Ortsumbenennungen der NS-Zeit in Fichtenrode umbenannt. 1939 wurde der Gleiwitzer Kanal freigegeben. Bis 1945 befand sich der Ort im Landkreis Tost-Gleiwitz.
1945 kam der bis dahin deutsche Ort unter polnische Verwaltung, wurde anschließend der Woiwodschaft Schlesien angeschlossen und in Bycina umbenannt. 1950 wurde es der Woiwodschaft Katowice eingegliedert; seit 1999 gehört es Powiat Gliwicki.

## Sehenswürdigkeiten
- Das spätbarocke Schloss Bitschin wurde Ende des 17. Jahrhunderts durch Albert Leopold Graf Paczensky von Tenczin erbaut. Nach einem Brand im Jahr 1867 wurde es umgebaut. Über einem Gartenportal findet sich die Inschrift „Albertus Leopold: Comes a Tencin ann. D. 1700.“
- Moderne römisch-katholische Trinitatiskirche, erbaut in den 1990er Jahren.
- Skulptur des hl. Florian aus dem Jahr 1787, erneuert 1906. Farbig bemalt.
- Die Wegkapelle des böhmischen Landesheiligen Johannes Nepomuk wurde 1794 errichtet sowie 1936 und 2013 erneuert. Um die Kapelle befindet sich ein verzierter Metallzaun, dessen Tor mit Wappen von Bitschin und Oberschlesien verziert ist.

## Wappen

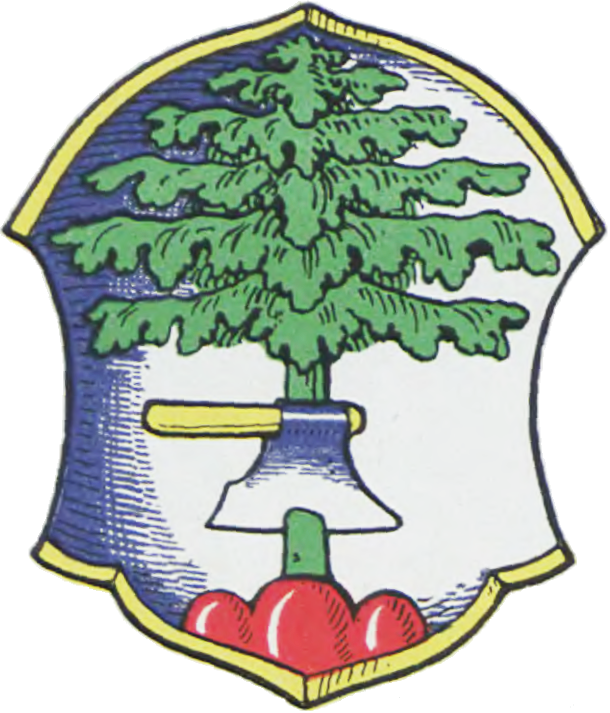
Wappen

Das Wappen zeigt eine Fichte auf einem Erdhügel beim Roden mit einer Axt im Stamm. Somit handelt es sich im Bezug auf den Namen Fichtenrode um ein Redendes Wappen. Vormalige Siegel und Stempel des Ortes zeigen das Auge der Vorsehung in einem Dreieck, welches auf die Trinität verweist. Somit könnte dieses Wappen in Bezug mit der Schlosskapelle stehen, die der hl. Dreifaltigkeit (Trinität) geweiht ist.